# دومينغو
دومينغو (بالإنجليزية: Domingo)‏ هو منتج أسطوانات وملحن أمريكي، ولد في 11 سبتمبر 1970.

## وصلات خارجية
- دومينغو على موقع ميوزك برينز (الإنجليزية)
- دومينغو على موقع أول ميوزيك (الإنجليزية)
- دومينغو على موقع ديسكوغز (الإنجليزية)
- دومينغو على موقع ديسكوغز (الإنجليزية)